# 源子雍
源 子邕（源子雍、げん しよう、488年 - 527年）は、北魏の官僚・軍人。字は霊和。本貫は西平郡楽都県。

## 経歴
源懐の五男として生まれた。若くして文雅を好み、学問の志に篤かった。秘書郎から太子舎人・涼州中正に転じた。孝明帝が即位すると、奉車都尉となり、司徒属に転じた。さらに太中大夫・司徒司馬に進んだ。恒農郡太守として出向し、夏州刺史に転じた。
523年（正光4年）、沃野鎮の破六韓抜陵が反乱を起こし、夏州の胡族たちが呼応して起兵すると、子邕は統万（夏州州城）に籠もって防戦した。524年（正光5年）、城中は食糧が尽きて、馬の皮を煮て食べる惨状となった。子邕は食糧の補給のため、子の源延伯を城内に留めて、自身は城外へ出た。しかし行くこと数日で、朔方郡の胡帥の曹阿各抜に捕らえられた。子邕は曹阿各抜を説得して統万を救わせようとしたが、まもなく曹阿各抜は死去してしまった。曹阿各抜の弟の曹桑生が代わって部衆を率いるようになると、ついに子邕に従うようになった。ときに北海王元顥が大行台となったため、子邕は事情を説明して兵馬を借りると、東夏州の境に集結した反乱軍を撃破し、90日の間に数十戦して、東夏州を平定し、徴税した租粟を統万に運びこんだ。
蕭宝寅らが平涼で莫折念生らの反乱軍に敗れ、宿勤明達の子の宿勤阿非に華州の白水郡が包囲された。子邕は夏州で兵を募集して南に進軍し、鋸谷に拠る康維摩の反乱軍を撃破した。また楊氏堡に拠る契官斤の反乱軍を破った。転戦して東夏州に入り、ようやく朝廷の公認を得て、散騎常侍・使持節・仮撫軍将軍・都督・兼行台尚書となった。また紇単歩胡提の反乱軍を曲沃堡で破った。さらに白水郡で宿勤阿非の軍を撃破した。孝明帝の命を受けて城陽王元徽が潼関に派遣されると、子邕は宣旨により慰労された。中軍将軍・金紫光禄大夫・給事黄門侍郎に任じられ、楽平県開国公に封じられた。後に洛陽に召還された。
527年（孝昌3年）、葛栄が信都（冀州州城）に迫ったため、子邕は仮の征北将軍となり、北討都督として討伐軍を発した。相州刺史の安楽王元鑑が鄴に拠って葛栄についたため、子邕は都督の李神軌とともにまず元鑑を討つよう孝明帝に命じられた。子邕の軍が湯陰に入ると、元鑑の弟の元斌之が夜襲を仕掛けてきたが、子邕はこれを撃退した。8月、裴衍・李神軌らとともに進軍して、鄴城を攻撃して平定し、元鑑を斬った。子邕は陽平県開国公に改封され、鎮東将軍の号を受けた。裴衍とともに葛栄を討つべく鄴を出立したが、信都城はすでに陥落していた。子邕は冀州刺史に任じられたが、冀州は葛栄の手に落ちており、統治の実態はなかった。子邕は葛栄が食糧不足に悩んでいることを見抜いて、持久策を取るよう上奏したが、孝明帝は裴衍の主張する決戦論を採用した。やむなく子邕は裴衍とともに軍を進めた。12月、陽平郡の東北の漳水の褶曲で、葛栄率いる10万の大軍と戦い、敗れて戦死した。享年は40。車騎大将軍・儀同三司・雍州刺史の位を追贈された。永安年間、さらに司空の位を贈られた。諡は荘穆といった。

## 子女
- 源延伯（長子）
- 源模（? - 526年、次子、字は士則）
- 源士正（事件に連座して処刑された）
- 源士規（事件に連座して兄の士正とともに処刑された）
- 源楷（字は士質、小字は那延、後嗣。東魏の武定年間に高澄の下で参軍となった）

## 伝記資料
- 『魏書』巻41 列伝第29
- 『北史』巻28 列伝第16